# Bremer Brauereien
Die Bremer Brauereien und Biermarken haben im Land Bremen in den beiden Städten Bremen und Bremerhaven eine lange Tradition.

## Geschichte
Stadt Bremen

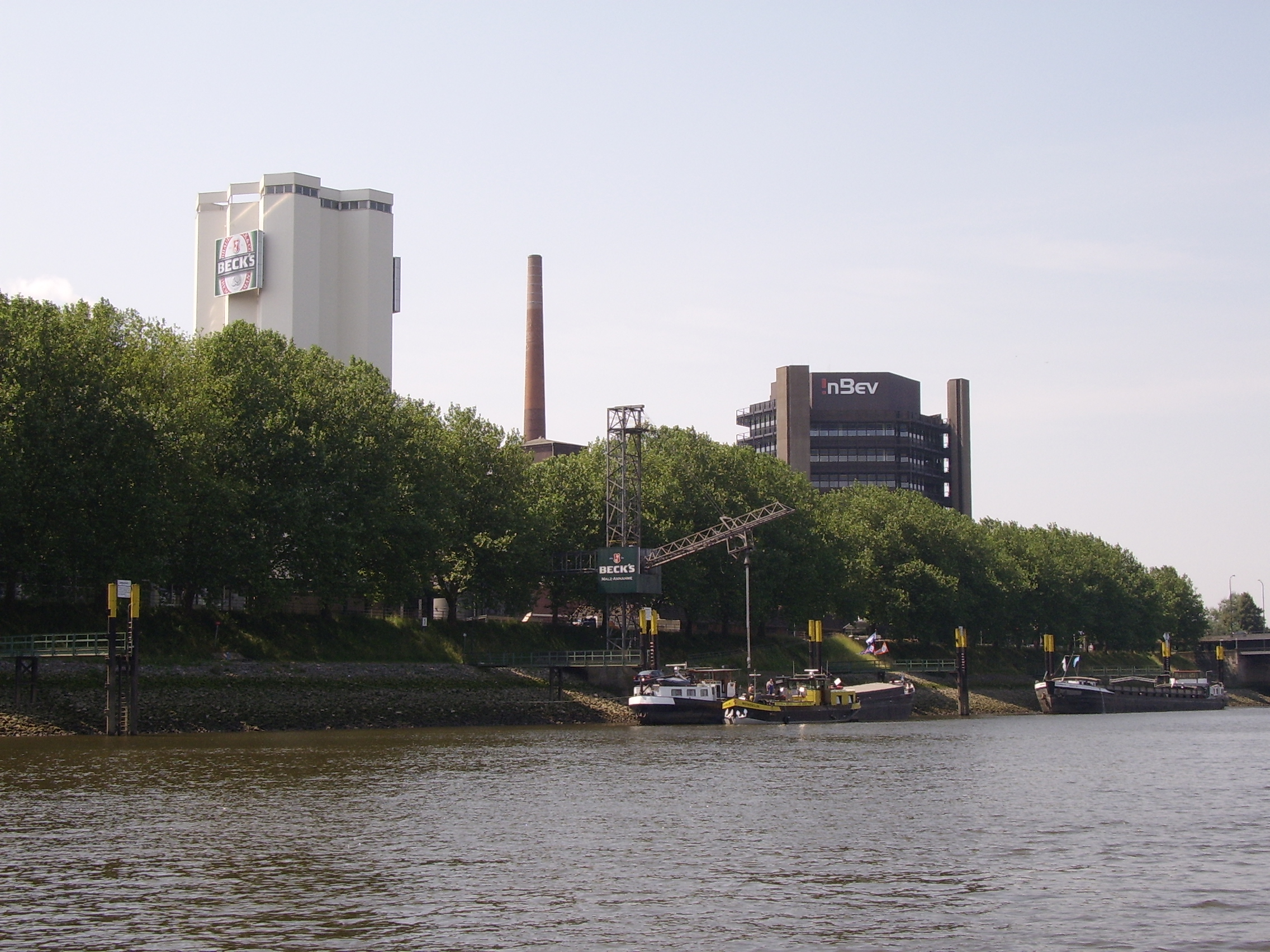
Brauhaus, Am Deich an der Weser

Vom 13. bis in zum 17. Jahrhundert zur Zeit der Hanse florierten die bremischen Brauereien. Das obergäriges Bier wurde nicht nur regional verkauft, sondern in zahlreiche Länder an Nord- und Ostsee transportiert; es gab bis zu 250 kleine Brauereien. Danach wurde in 21 Brauereien (1809) nur noch in Bremen für den Bedarf im Ort und Umzu produziert. 1873 entstand in Bremen die Remmer-Brauerei. 1826 wurde von Cord Hinrich Haake die C. H. Haake Brauerei mit der späteren Marke Haake-Beck gegründet und 1843 von Thomas Duntze eine Brauerei, die später als Neustädter Actienbrauerei firmierte. Erst 1870 folgte die Dreßler-Brauerei und 1873 durch den Braumeister Heinrich Beck die Kaiserbrauerei mit der Marke Beck’s Bier. Später entstanden auch Gasthausbrauerein.
Die Bremer Brauereiarbeiter gründeten im Juni 1896 den Verein der Brauereiarbeiter Bremens und Umgebung, der sich zum 1. Dezember 1896 dem Gewerkschaftskartell in Bremen und per öffentlicher Fahnenweihe erfolgte am 15. Mai 1898 der Anschluss an den Zentralverband deutscher Brauer und verwandter Berufsgenossen, einer Vorgängerorganisation der Gewerkschaft Nahrung-Genuss-Gaststätten.
Blumenthal
In Blumenthal gab es mehrere Brauereien bis ins 20. Jahrhundert hinein:
- Die Brauerei Attenberger existierte mindestens von 1898 bis 1914.[2]
- Kapitän Louis Wieting (1819–1883) gründete 1835 eine Brauerei,[3] die von 1867 bis mindestens 1920 als Rönnebecker Brauerei GmbH fortgeführt wurde. Aus dieser Brauerei ging der Bierverlag Schlätzer hervor.[4]
- Sattelhof: Von dem ehemaligen Meier Johann Burgwall wurde der Sattelhof der alten Burg käuflich erworben und zum Burgwallbräu ausgebaut. Dieser bleibt ledig und kinderlos und vererbt den Hof an den Sohn seiner Schwester Lücke Burgwall - Diedrich Krudop. Dessen Nachfolger Hinrich Krudop betreibt noch eine kurze Zeit die Brauerei und die inzwischen auf Burgwall eingerichtete Sommerwirtschaft. 1882 verkauft er den etwa 30 ha großen Grundbesitz an den Bremer Reeder und Konsul Oltmann Thyen für 72.000 Goldmark. Das Anwesen wurde 1927 und 1936 von der Gemeinde Blumenthal gekauft.[5]

Vegesack
In Vegesack betrieb der Werftgründer und Reeder Johann Lange auch eine Brennerei und eine Brauerei. 
Joachim Deetjen gründete 1809 während der Franzosenzeit eine Brauerei in Vegesack, in der Heinrich Deetjen Bier nach englischer Brauart herstellte.
Hemelingen
1868 gab es eine Brauerei in Hemelingen. 1876 wurde die Hemelinger Aktienbrauerei (HAB) in der Hemelinger Bahnhofstraße gegründet. Hier wurde das untergärige Bier Hemelinger Spezial gebraut. Mit der zunehmenden Industrialisierung des Ortes nahm der Bierkonsum deutlich zu. 1916 konnte die HAB den Malzbedarf nur mit Hilfe der Kaiserbrauerei Beck&Co. decken, die sie 1921 dann übernahm. Nach 1945 wurde in der Brauerei das Ersatzgetränk OHA aus Molke und Süßstoff hergestellt und ab 1948 wieder Bier. 1985 wurde die Bier-Produktion am Hemelinger Standort eingestellt.
Bremerhaven
In der Seestadt Bremerhaven entstand 1891 die Karlsburg Brauerei, die bis 1974 bestand. Das 1849 erbaute Auswandererhaus wurde 1891 von der Brauerei übernommen, und 1985 für die Hochschule Bremerhaven umgebaut. Rotbier, Witbier (Weizenbier), Braunbier, Haferbier, später Porter und Ale waren ursprünglich die haltbaren Biersorten in Nordeuropa, Norddeutschland und in Bremen; niederrheinisches Altbier, Pils- und Exportbiere kamen im 19. Jahrhundert hinzu.

## Liste der Brauereien im Land Bremen
(Brauereien und Marken der Vergangenheit in getönten Feldern)

### Bremen
| Name | Marke                                                                      | Eigner                                                     | Zeit                    | Ort | Logo/Bild |
| --- | -------------------------------------------------------------------------- | ---------------------------------------------------------- | ----------------------- | --- | --------- |
| Achterdieker Bierverlach                                                                                        | Ahoi 69                                                                    | wird in Paderborn gebraut                                  | seit 2013               | Achterdiek 4a / Ehmckstraße 55 |           |
| Brauerei Beck                                                                                                   | Beck’s                                                                     | Lüder Rutenberg Heinrich Beck 2002 Inbev                   | seit 1873               | Neustadt, Am Deich 18/19 |           |
| Brauerei Beck                                                                                                   | Haake-Beck                                                                 | 2002 Inbev                                                 | seit 1826               | Neustadt, Am Deich 23 |           |
| Bremer Brauerei A.G                                                                                             | Kristall-Bier, Excelsior u. a.                                             | Fridolin Schöner, John Morisse, 1916 Brauerei Hacke        | 1873–1917               | Neustadt, Am Deich 27/30 |           |
| Bremer Braumanufaktur, Überseestadt (ehemaliges Gelände der Kellogg Deutschland GmbH, bekannt als "Kelloggs's") | Hopfenfänger                                                               | Markus Freybler                                            | seit 2014               | Hopfenfänger Biere der Bremer Braumanufaktur werden an diesem Standort gebraut. Nur wenige Meter entfernt, auf der Gemüsewerft, wird ein Teil des verwendeten Hopfens angebaut - direkt an der Weser! |           |
| Bre(w)men |                                                                            | Frank Wolter und Roman Bergmann                            | seit 2018               | Walle |           |
| Bürgerliches Brauhaus Bremen                                                                                    | Pilsner Bier aus ...                                                       | Friedrich Morisse, 1920 Vereinigte Getränke-Industrie      | 1902–?                  | Hulsberg, Friedrich-Karl-Straße 1 |           |
| Dreßler-Brauerei, Germania Brauerei                                                                             | Dreßler Bier                                                               | Carsten Dreßler 1954 Holsten                               | 1870–1975               | Neustadt, Hohentorstraße |           |
| Borgfelder Landhaus Brauerei                                                                                    | Borgfelder Urtrüb, Lilienthaler, Nordsch Bio-Bier, Porter                  |                                                            | 1998 bis 2012           | Warfer Landstraße 73 |           |
| Grebhan’s Bier GmbH                                                                                             | Hopfenwolf, Hexe, Indian Pale Ale, Ginger Pils                             | Tobias Grebhan                                             | 2014 bis 2019           | Horn, Haferwende 29a |           |
| Hemelinger Actien Brauerei                                                                                      | Hemelinger Bier                                                            | 1921 Beck & Co., ab 2012 Hofbrauhaus Wolters, Braunschweig | seit 1878               | Hemelinger Bahnhofstraße 22 |           |
| Kaiserbrauerei Beck & May Kaiserbrauerei Beck & Co                                                              | Beck’s                                                                     | May, Beck, Rutenberg, 2002 Inbev                           | seit 1873 bzw. 1875     | Neustadt, Am Deich |           |
| Remmer Brauerei                                                                                                 | Remmer-Alt                                                                 | Johann Friedrich Remmer, 1917 Beck’s & Co.                 | 1824–2000               | 1873 Schüsselkorb, 1904 Buntentorsteinweg 110/120 |           |
| Rungesche Brauerei                                                                                              | ?                                                                          | 1853 Lüder Rutenberg, 1857 St. Pauli-Brauerei              | vor 1853–1857           | Bleicherstraße |           |
| Schnoor Bräu GbR                                                                                                | Schnoor Bräu                                                               |                                                            | seit 1999               | Herbsthäuser Brauerei |           |
| Gasthausbrauerei Schüttinger                                                                                    | Schüttinger                                                                | FS Bremen GmbH                                             | seit 1990               | Hinter dem Schütting 12/13 |           |
| St. Magnus Bräu                                                                                                 | St. Magnus Bräu                                                            | Volker Osthaus                                             | seit 1992               | Lesum |           |
| St. Pauli-Brauerei                                                                                              | St. Pauli Girl                                                             | ab 1918 Beck, ab 2002 Inbev                                | Seit 1857               | Neustadt, Am Deich |           |
| St. Pauli-Brauerei                                                                                              | St.Pauli Bier, Tivoli, Minerva, Antilope, Pelican, Fürst Bismarck, Cabinet | 1857 Rutenberg, 1918 Beck                                  | 1857–um ?               | Bleicherstraße und Neustadt |           |
| Union-Brauerei                                                                                                  | Union                                                                      | zeitweise Haake-Beck                                       | 1907–1968 und seit 2015 | Theodorstraße 12/13 |           |

### Bremerhaven
| Name                                 | Marke                        | Eigner                                              | Zeit      | Ort                           | Logo/Bild |
| ------------------------------------ | ---------------------------- | --------------------------------------------------- | --------- | ----------------------------- | --------- |
| Brauerei Fritz Pape                  | ?                            | Joh. Honold, Arthur und Fritz Pape.                 | 1803–19?? | Lehe                          |           |
| Braun- und Weissbierbrauerei Kopp    |                              |                                                     |           | Lehe                          |           |
| Karlsburg-Brauerei                   | Karlsburg                    | Kroker und Sprickhoff, 1922 Haake-Beck              | 1891–1974 | Mitte, Karlsburg 6/14         |           |
| Speicher Gasthausbrauerei Koggenbräu | Koggenbräu                   | Gasthaus Speicher                                   | seit 1994 | Mitte, Van Ronzelen Straße 18 |           |
| Tivoli Brauerei                      | ?                            | Joh. Ph. Etmer, später Viktoria Brauerei            | 1850–19?? | Lehe, Stresemannstrasse       |           |
| Victoria-Brauerei                    | Victoria Pils, Wappen Export | Familie Walter / Kloppenburg ab 1973 Berliner Kindl | 1879–1975 | Wulsdorf, Weserstraße 192     |           |